# كريستيان مانفيرديني
كريستيان خوسيه مانفيرديني سيسوستري (بالفرنسية: Christian Manfredini)‏، من مواليد 1 مايو 1975 في بورت بويت في ساحل العاج، لاعب كرة قدم ساحل عاجي.
بدأ مسيرته الكروية مع نادي بستويسي الإيطالي في موسم 1994/1995، ولعب معهم 14 مباراة وسجل هدف واحد، وفي موسم 1995/1996 لعب مع نادي فيتربيسي الإيطالي، ولعب معهم 32 مباراة وسجل 3 أهداف، وفي موسم 1996/1997 انتقل إلى نادي أفيزانو الإيطالي، ولعب معهم 30 مباراة وسجل هدفين، وفي موسم 1997/1998 انتقل إلى نادي فرمانا الإيطالي، ولعب معهم 26 مباراة وسجل 3 أهداف، وفي موسم 1998/1999 انتقل إلى نادي كوسنزا الإيطالي، ولعب معهم 26 مباراة وسجل 3 أهداف، وفي موسم 1999/2000 انتقل إلى نادي جنوى الإيطالي، ولعب معهم 26 مباراة وسجل هدف واحد، وفي عام 2000 انتقل إلى نادي كييفو الإيطالي، ولعب معهم حتى عام 2002، وشارك معهم في 64 مباراة وسجل 9 أهداف، وفي موسم 2002/2003 تشارك نادي لاتسيو الإيطالي مع نادي كييفو الإيطالي في عقده، ولعب مع نادي لاتسيو 3 مباريات، وأعير إلى نادي أوساسونا الإسباني، ولعب معهم 11 مباراة وسجل هدف واحد، وفي موسم 2003/2004 أعير إلى نادي فيورنتينا الإيطالي، ولعب معهم 11 مباراة وسجل هدف واحد، وفي موسم 2003/2004 انتقل إلى نادي بيروجيا الإيطالي، ولعب معهم 12 مباراة، ومنذ عام 2004 وهو يلعب مع نادي لاتسيو الإيطالي.
و قد لعب مع منتخب ساحل العاج لكرة القدم.

## روابط خارجية
- كريستيان مانفيرديني على موقع قاعدة بيانات كرة القدم.إي يو (الإنجليزية)
- كريستيان مانفيرديني على موقع ناشيونال فوتبول تيمز (الإنجليزية)
- كريستيان مانفيرديني على موقع Soccerway.com (الإنجليزية)
- كريستيان مانفيرديني على موقع عالم كرة القدم.نت (الإنجليزية)